# Poble cueva
Els cueva van ser un poble indígena americà que va viure a la regió del Darién a l'orient de Panamà junt amb els kamëntsá. Van ser completament exterminats entre 1510 i 1535 després de les campanyes de Pascual de Andagoya (1495-1548) durant la colonització espanyola d'Amèrica.
La regió del Darién ocupada pels cueva va ser envaïda posteriorment pels kuna en la seva expansió a l'oest entre els segles XVII i XVII. Algunes paraules del kuna han estat erròniament associades al cueva, la qual cosa ha portat a alguns autors a associar aquestes cultures en els seus escrits fins i tot a relacionar als cueva com a ancestres dels kuna (Adelaar & Muysken 2004: 62). L'idioma kuna i la seva cultura són diferents a la dels cueva.

## Idioma
Loewen (1963), Adolfo Constenla Umaña i Margery Peña (1991) han suggerit una connexió entre l'idioma dels cueva i la família chocó, encara que Kathleen Romolini (1987) va recopilar un vocabulari, sobre la base del qual considera que podria tenir relacions amb la família txibtxa o amb menys probabilitat amb l'arawak.